# Manolo Sanlúcar

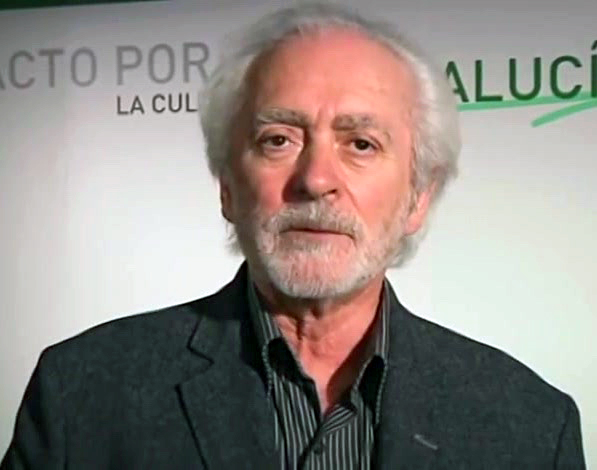
Manolo Sanlúcar (2013)

Manolo Sanlúcar, eigentlich Manuel Muñoz Alcón (* 24. November 1943 in Sanlúcar de Barrameda; † 27. August 2022 in Jerez de la Frontera), war ein spanischer Flamencogitarrist und Komponist.

## Leben und Wirken

### Die Anfänge
Manolo Sanlúcars Elternhaus war von der Gitarre geprägt. Sein Vater, ein gelernter Bäcker, fuhr regelmäßig mit dem Fahrrad von Sanlúcar nach Jerez, um dort bei dem Maestro Javier Molina Gitarrenunterricht zu nehmen. Auch zwei von Monolos Brüdern, Isidro und José Miguel Évora, wurden professionelle Komponisten und Gitarristen. Beruflich debütierte Sanlúcar als Teenager in der Truppe von Pepe Marchena, mit Pepe Pinto und La Niña de los Peines. Als Begleiter für die Künstler der 1960er Jahre machte er Karriere in den Tablaos.
Seine Komposition Caballo Negro (1975) gehört zu den wenigen kommerziell erfolgreichen Instrumentalkompositionen des Flamenco, die außerhalb der Szene der Flamencoliebhaber ein internationales Publikum erreichen konnten.

### Künstlerische Tätigkeit
Als Künstler, der nicht nur über eine herausragende Spieltechnik verfügte, sondern auch über ein besonderes Maß an musikalischer Kreativität, trug er dazu bei, die Rolle der Flamencogitarre neu zu definieren, und das Instrument in musikalisch komplexere Werkformen zu integrieren. Mit der Trilogie Mundo y formas de la guitarra flamenca legte er in den frühen 1970er Jahren die Grundlagen dazu. Gemeinsam mit Serranito und Paco de Lucía gehört er zu jener Generation, die den Stil und die Auffassungen der Meister Ramón Montoya, Sabicas und Niño Ricardo fortführte und erweiterte. Jeder der drei wählte dafür einen eigenen Weg. Für Manolo Sanlúcar war es der Zugang über die klassische Musik, was sich 1977 und 1978 in den Alben Fantasía para guitarra y orquesta und ... Y regresarte niederschlug.
Unter den Kompositionen, die einen herausragenden Rang im Schaffen von Manolo Salúcar einnehmen, sind zu nennen:
- Medea. Obra sinfónica para guitarra y orquesta, 1984[3] komponiert für das gleichnamige Bühnenwerk des Choreografen José Granero für das Ballet Nacional de España,[4][5] das seither zahlreiche Neuaufführungen erlebte.[4] Die Aufführung von 2001 beim Festival von Jerez war einer der letzten öffentlichen Auftritte des Künstlers.[1]
- Tauromagia von 1988, das 2018 von der Tänzerin Mercedes Ruiz auf die Bühne gebracht wurde.[1]
- La gallarda zu einem Libretto von Rafael Alberti, das auf der Expo 92 in Sevilla unter Beteiligung von Montserrat Caballé uraufgeführt wurde.[1]
- Locura de brisa y trino von 2000, eine Hommage an den Dichter Federico García Lorca, von der Sängerin Carmen Linares mit zarter Emotion in Szene gesetzt.[1]

2013 zog er sich von der Bühne zurück.

### Lehrtätigkeit
Manolo Lucar wirkte auch intensiv als Lehrer. Zu seinen Schülern zählen unter anderem Rafael Riqueni und Vicente Amigo. Bei seinen Konzerten spielte er häufig darauf an, indem er seinen Stücken minuziöse Einleitungen vorausschickte, in die er Gedichtverse einfließen ließ. Trotz angegriffener Gesundheit ließ er es sich auch in seinen späten Jahren, nach dem Rückzug von der Bühne, nicht nehmen, ein didaktisches Vermächtnis zum Flamenco zu schaffen. Dazu gehören La guitarra flamenca, eine Kollektion von 13 DVDs, sowie die literarischen Werke Andalucía, la otra historia, und La escuela. Die Veröffentlichung steht noch aus (Stand August 2022).

## Diskografie
(Quelle: )
- 1968: Recital Flamenco
- 1970: Inspiraciones
- 1971f: Mundo y Formas de la Guitarra Flamenca Vol. I, II, III
- 1975: Sanlúcar
- 1977: Fantasía para Guitarra y Orquesta
- 1978: ...Y Regresarte (Homenaje a Miguel Hernandez)
- 1979: Manolo Sanlúcar en Japón
- 1980: Candela
- 1981: Azahares
- 1982: Al Viento
- 1982: Ven y Sigueme
- 1983: Sentimiento
- 1984: Trebujena
- 1985: Testamento Andaluz
- 1987: Medea
- 1988: Tauromagia
- 1989: Soleá
- 1992: Aljibe
- 2000: Locura de Brisa y Trino

## Publikation
- Manolo Sanlúcar: El alma compartida. Memorias. Autobiografie. Almuzara, Córdoba 2007, ISBN 978-84-96968-21-9 (spanisch).

## Ehrungen
Manolo Sanlúcar wurde von seiner Heimatstadt Sanlúcar und der Provinz Cádiz jeweils als Hijo predilecto ausgezeichnet. Ferner wurde er mit der Goldmedaille für Verdienste um die Schönen Künste und der Pastora-Pavon-Medaille ausgezeichnet. Die Stadtverwaltung von Sanlúcar ordnete nach seinem Tod drei Tage der offiziellen Trauer an.